# Noordelijke Huikameer
Het Noordelijke Huikameer is een meer in Zweden, in de gemeente Kiruna. Het meer wordt vanuit het noorden gevoed door de Muosurivier en /of Huikarivier, deze stroomt door het meer en verlaat het meer aan de zuidkant. Het Noordelijke Huikameer ligt in de Huikavallei, even ten oosten van de Huikaberg.
Zweeds – Finse naam: Ala-Huikkajärvi of Alep-Huikajaure, Samisch: Davit Huikkájávri
afwatering: meer Noordelijke Huikameer → Muosurivier / Huikarivier → Birtimesrivier → meer Vittangimeer → Vittangirivier → Torne → Botnische Golf